# Jewell
Jewell és una població dels Estats Units a l'estat de Kansas. Segons el cens del 2000 tenia 483 habitants.

## Demografia
Segons el cens del 2000, Jewell tenia 483 habitants, 224 habitatges, i 133 famílies. La densitat de població era de 433,7 habitants/km².
Dels 224 habitatges en un 25% hi vivien nens de menys de 18 anys, en un 48,7% hi vivien parelles casades, en un 8% dones solteres, i en un 40,6% no eren unitats familiars. En el 35,3% dels habitatges hi vivien persones soles el 21,9% de les quals corresponia a persones de 65 anys o més que vivien soles. El nombre mitjà de persones vivint en cada habitatge era de 2,16 i el nombre mitjà de persones que vivien en cada família era de 2,8.
Per edats la població es repartia de la següent manera: un 24,2% tenia menys de 18 anys, un 5,8% entre 18 i 24, un 22,6% entre 25 i 44, un 21,1% de 45 a 60 i un 26,3% 65 anys o més.
L'edat mediana era de 43 anys. Per cada 100 dones de 18 o més anys hi havia 88,7 homes.
La renda mediana per habitatge era de 28.750 $ i la renda mediana per família de 34.063 $. Els homes tenien una renda mediana de 28.125 $ mentre que les dones 16.528 $. La renda per capita de la població era de 15.713 $. Entorn del 13% de les famílies i el 18% de la població estaven per davall del llindar de pobresa.

## Poblacions més properes
El següent diagrama mostra les poblacions més properes.